# Bert Huisjes
Bert Huisjes (1968) is een Nederlands journalist.

## Carrière
Huisjes werkte onder andere voor het Algemeen Dagblad en De Telegraaf. Deze ervaring in landelijke verslaggeving legde de basis voor zijn latere benoeming tot hoofdredacteur bij WNL.

### Hoofdredacteur WNL
In augustus 2011 werd Huisjes benoemd tot hoofdredacteur van WNL, een publieke omroep met een rechts georiënteerde signatuur. Onder zijn leiding werden programma's zoals Vandaag de dag, Goedemorgen Nederland en WNL op Zondag gelanceerd, waarmee de omroep zijn positie binnen het publieke bestel verstevigde. WNL werd onder Huisjes een platform voor liberaal-conservatieve geluiden in de Nederlandse media.